# Radějov
Radějov (en allemand : Radiow) est une commune du district de Hodonín, dans la région de Moravie-du-Sud, en République tchèque. Sa population s'élevait à 850 habitants en 2020.

## Géographie
Radějov se trouve à la frontière avec la Slovaquie, à 11 km au sud-sud-ouest de Veselí nad Moravou, à 17 km à l'est de Hodonín, à 66 km au sud-est de Brno et à 251 km à l'est-sud-est de Prague.
La commune est limitée par Strážnice au nord-ouest, par Tvarožná Lhota au nord-est et à l'est, par la Slovaquie au sud et au sud-ouest.

## Histoire
La première mention écrite de la localité date de 1412.